# Hồng hạc Chile
Hồng hạc Chile (danh pháp hai phần: Phoenicopterus chilensis) là một loài hồng hạc lớn có kích thước 110–130 cm (43–51 in), quan hệ gần gũi với hồng hạc Mỹ và hồng hạc lớn. Hồng hạc Chile sinh sống ở khu vực Nam Mỹ, từ Ecuador, Peru đến Chile, Argentina và phía Đông Brazil, chúng cũng được du nhập vào Đức và Hà Lan. Một số lượng nhỏ cá thể còn xuất hiện ở Utah và California. Môi trường sống của chúng thường bị giới hạn ở các đầm muối hoặc hồ kiềm, vốn là những khu vực dễ bị tổn hại do mất môi trường sống và ô nhiễm nước.
Không hiếm cá thể hồng hạc Chile ở môi trường tự nhiên sống hơn 50 năm tuổi còn trong môi trường nuôi nhốt, tuổi thọ trung bình của loài là khoảng 40 năm. Chúng được Sách Đỏ IUCN xếp vào hạng mục loài sắp bị đe dọa.

## Mô tả

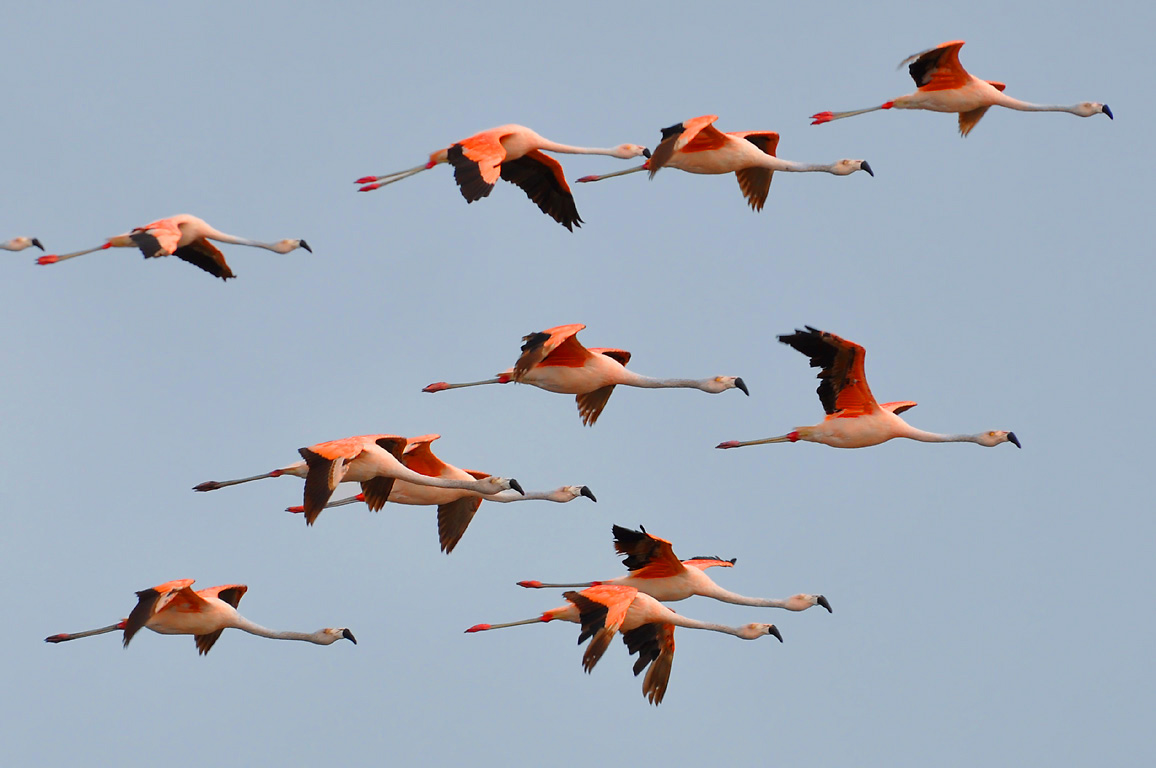
Hồng hạc Chile bay thành đàn ở Rio Grande do Sul, Brazil

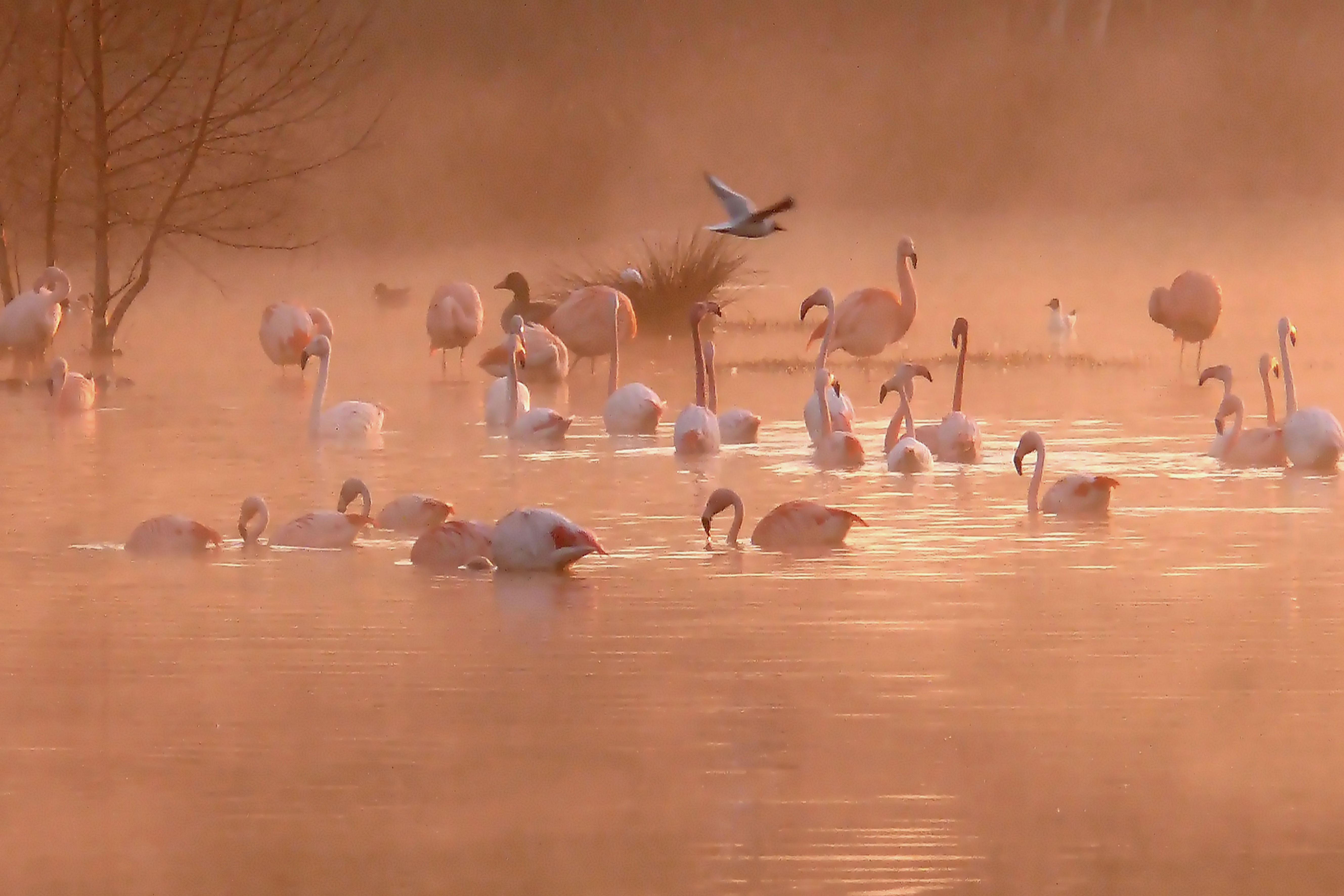
Một đàn hồng hạc Chile lúc bình minh

Loài đã được mô tả sinh học vào năm 1782 bởi Juan Ignacio Molina. Tương tự như ở các loài hồng hạc khác, hồng hạc Chile trưởng thành có đầu nhỏ, cổ dài so với cơ thể, mống mắt màu vàng nhạt, cặp chân dài cùng ba ngón chân có màng giúp chúng đứng vững dưới bùn. Bộ lông của hồng hạc Chile được mô tả có màu hồng đậm hơn so với hồng hạc lớn nhưng lại nhạt hơn so với hồng hạc Caribbe. Có thể phân biệt chúng với những loài hồng hạc khác qua đôi chân có màu xám lợt, khớp nối xương chày có màu hồng cùng chiếc mỏ có nhiều phần màu đen hơn. Hồng hạc Chile con, song, không có bộ lông màu hồng mà thay vào đó là màu xám.

## Thức ăn
Mỏ của hồng hạc Chile sở hữu cấu trúc tựa như chiếc lược giúp chúng có khả năng lọc thức ăn trong nước và bùn ở những bãi bồi ven biển, cửa sông, đầm và hồ muối. Thức ăn của hồng hạc thường là các loại động vật không xương sống như ruồi đục cánh, tôm, sinh vật phù du cùng với một số loại tảo lục lam, tảo silic, động vật nguyên sinh, thực vật thủy sinh, ấu trùng và giun nhỏ. Loài thường đứng sau cùng chuỗi thức ăn của hệ sinh thái thủy kiềm nơi chúng sinh sống.

## Sinh sản
Hồng hạc Chile sống thành những đàn lớn trong tự nhiên và cần điều kiện quần thể đông đúc từ 15 đến 18 cá thể để thúc đẩy quá trình sinh sản. Vào mùa giao phối, cá thể đực và cá thể cái có nhiều hành vi nhằm thu hút bạn tình, như lắc đầu từ phía này sang phía khác hoặc liên tục mở và khép cánh. Hồng hạc nhìn chung có tỉ lệ sinh sản thành công thấp vì chúng có xu hướng trì hoãn giao phối cho đến khi điều kiện môi trường thật thích hợp..
Sau khi ghép đôi thành công, con đực và con cái sẽ cùng nhau xây tổ bằng bùn cũng như thay phiên ấp trứng.. Sau khi nở, con non có bộ lông màu xám và chỉ bắt đầu chuyển sang màu hồng vào lúc 2 đến 3 tuổi. Cả hồng hạc bố và mẹ đều có thể sản sinh một loại chất dinh dưỡng tương tự như sữa ở tuyến diều để nuôi con.

## Môi trường nuôi nhốt
Cá thể hồng hạc đầu tiên nở thành công tại một vườn thú ở châu Âu là cá thể hồng hạc Chile tại Vườn thú Basel (Thụy Sĩ) vào năm 1958.
Năm 1988, một cá thể hồng hạc Chile sống tại Vườn điểu Tracy, Salt Lake, Utah trốn thoát, và trở nên nổi tiếng với cái tên Pink Floyd. Pink Floyd về Utah vào mùa đông để ăn tôm ngâm nước mặn tại hồ Muối Lớn, và bay tới Idaho và Montana vào mùa hè. Pink Floyd trở thành nhân vật thu hút khách du lịch và trở thành biểu tượng địa phương cho đến khi mất tích sau khi bay về Idaho vào mùa xuân năm 2005.
Do số lượng loài hồng hạc Chile đã sụt giảm đáng kể, các kế hoạch sinh sản đã được thực hiện ở các vườn thú nhằm ngăn chặn xu hướng này tiếp tục..

## Hình ảnh

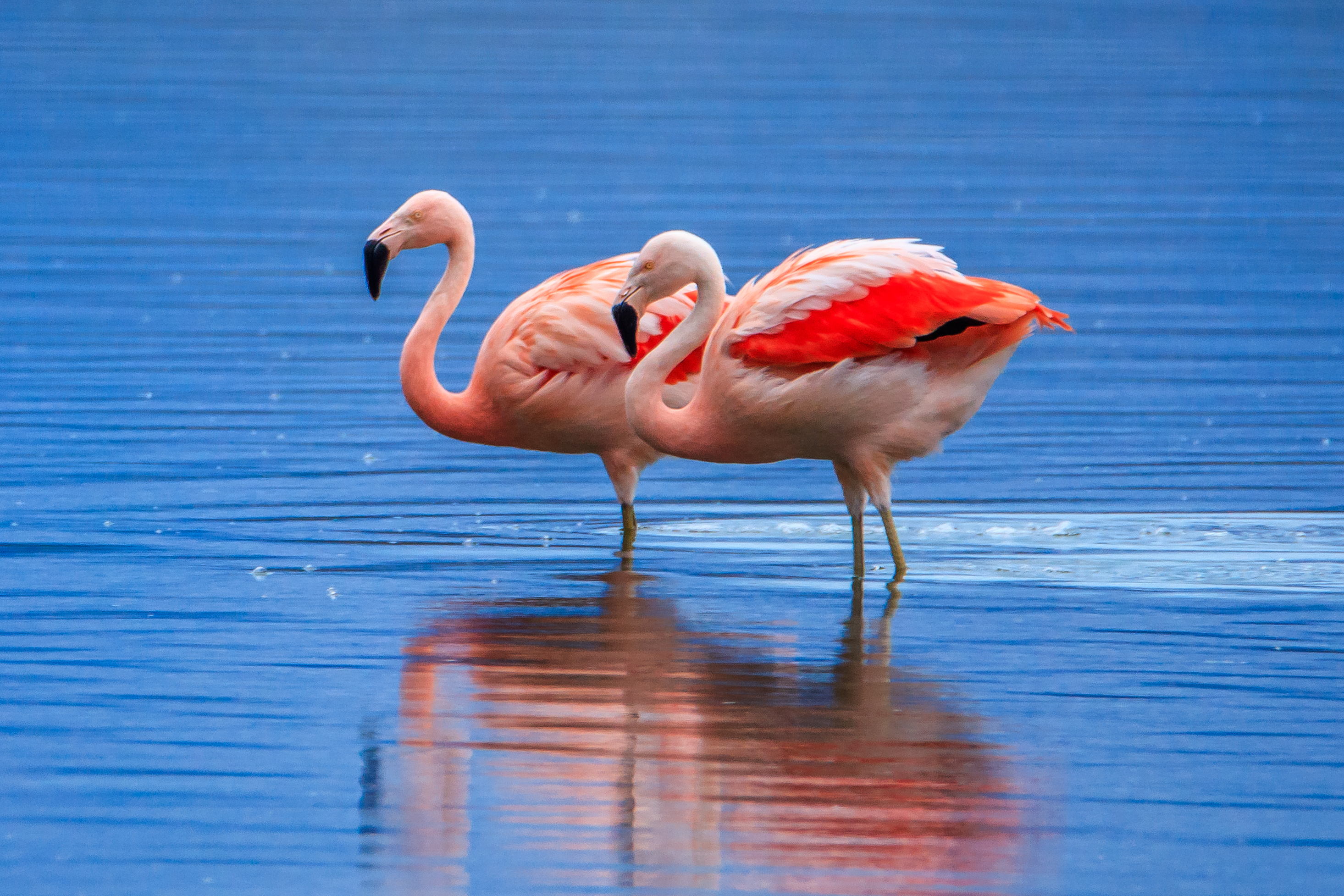
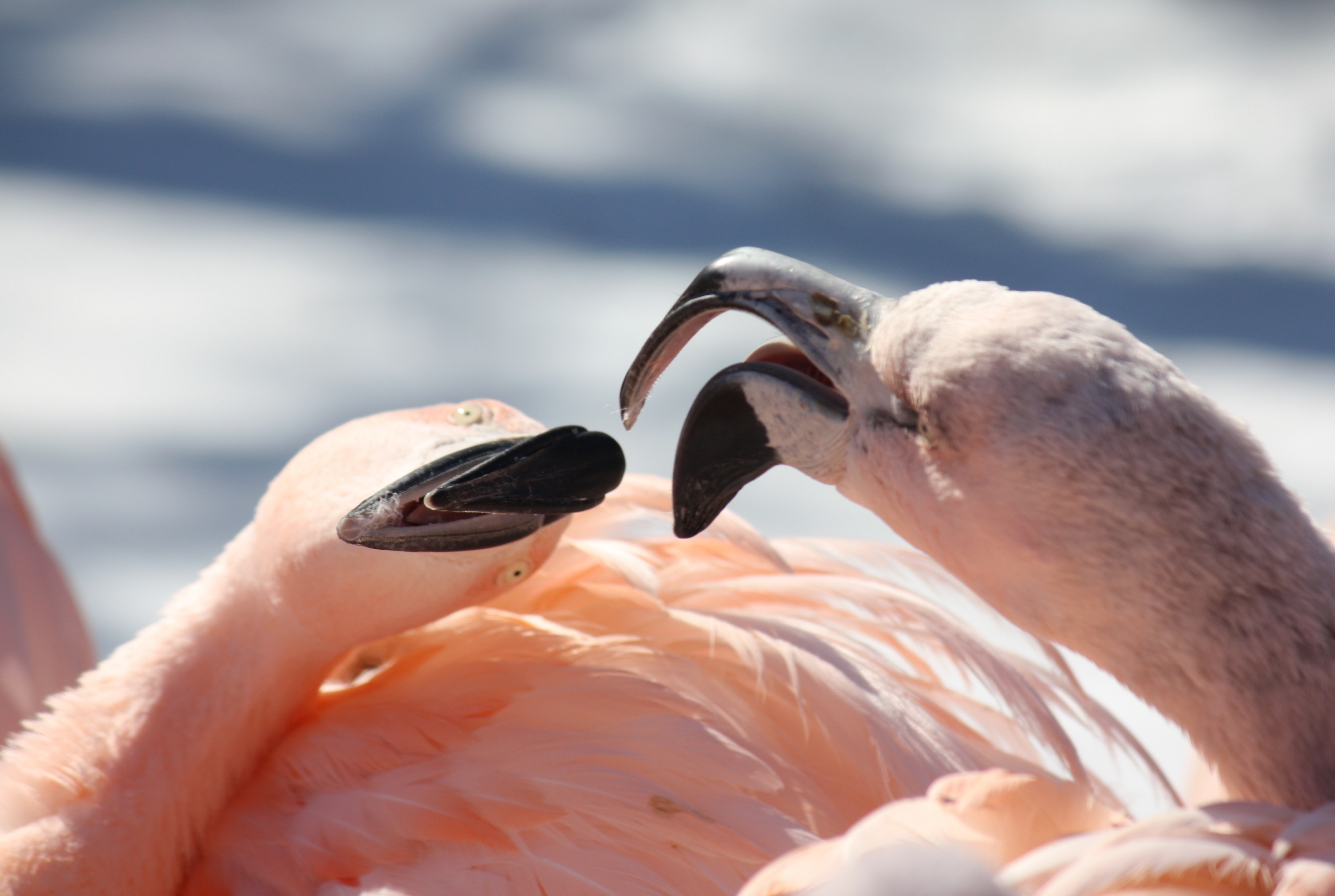
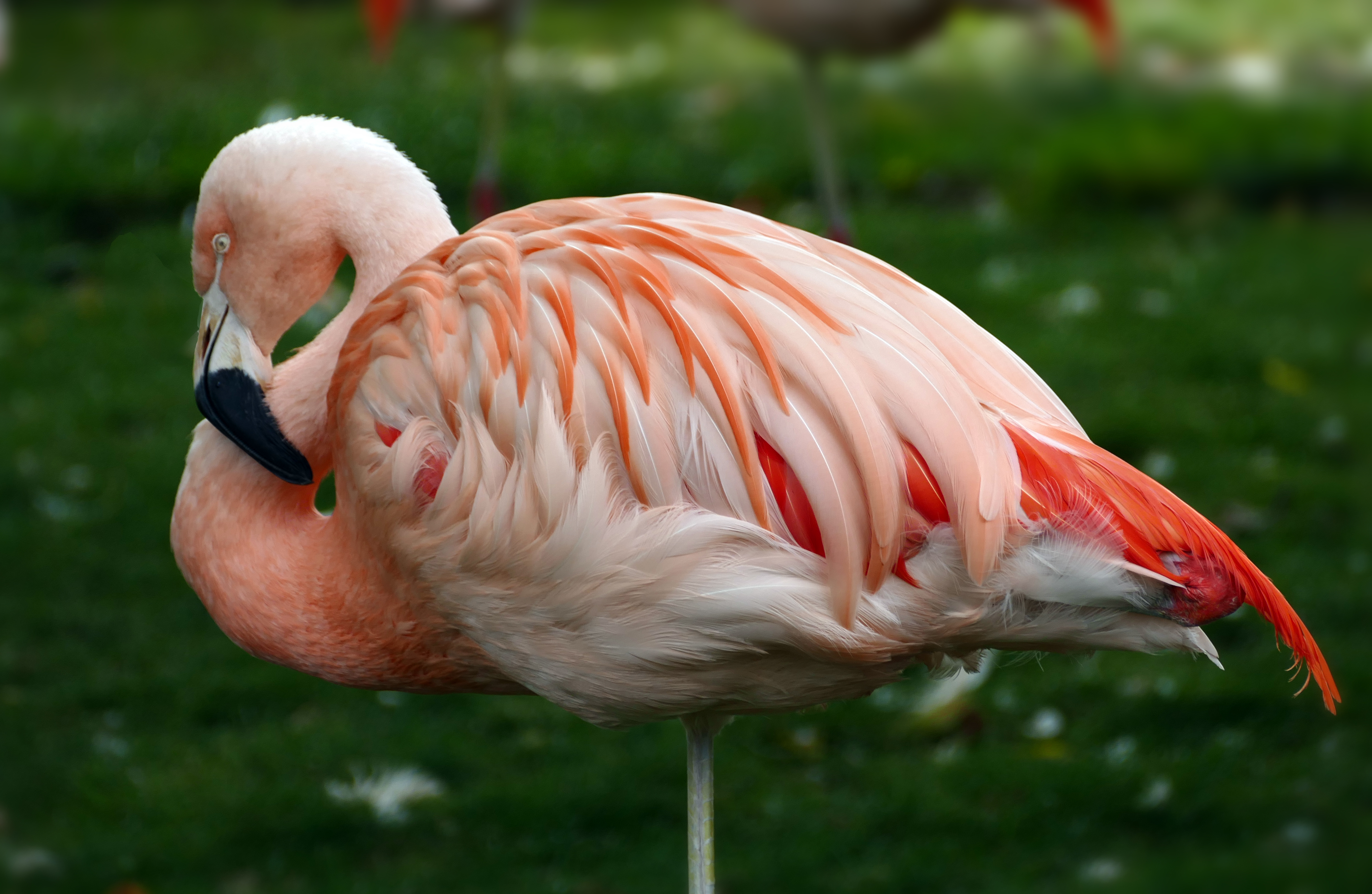
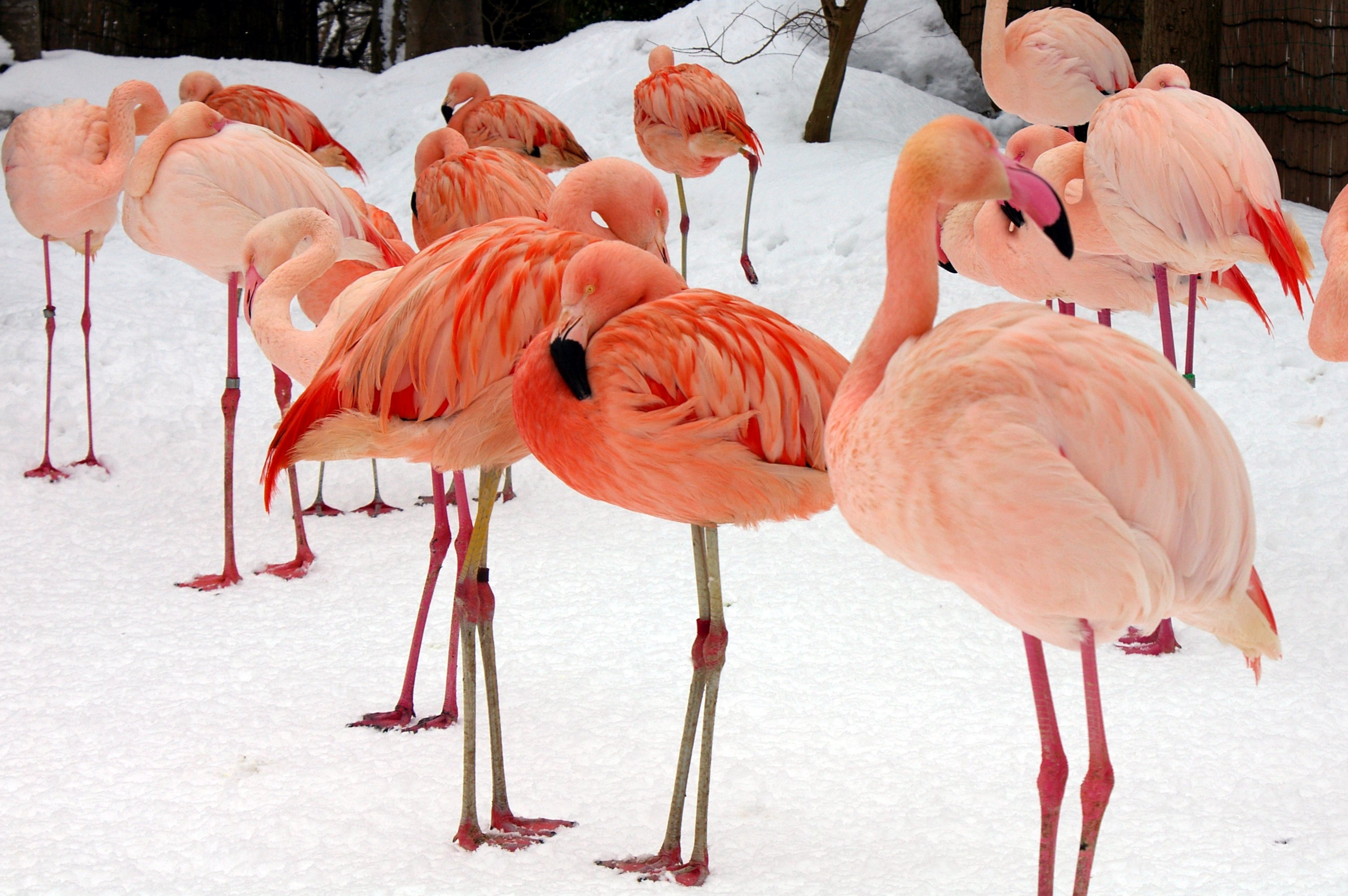
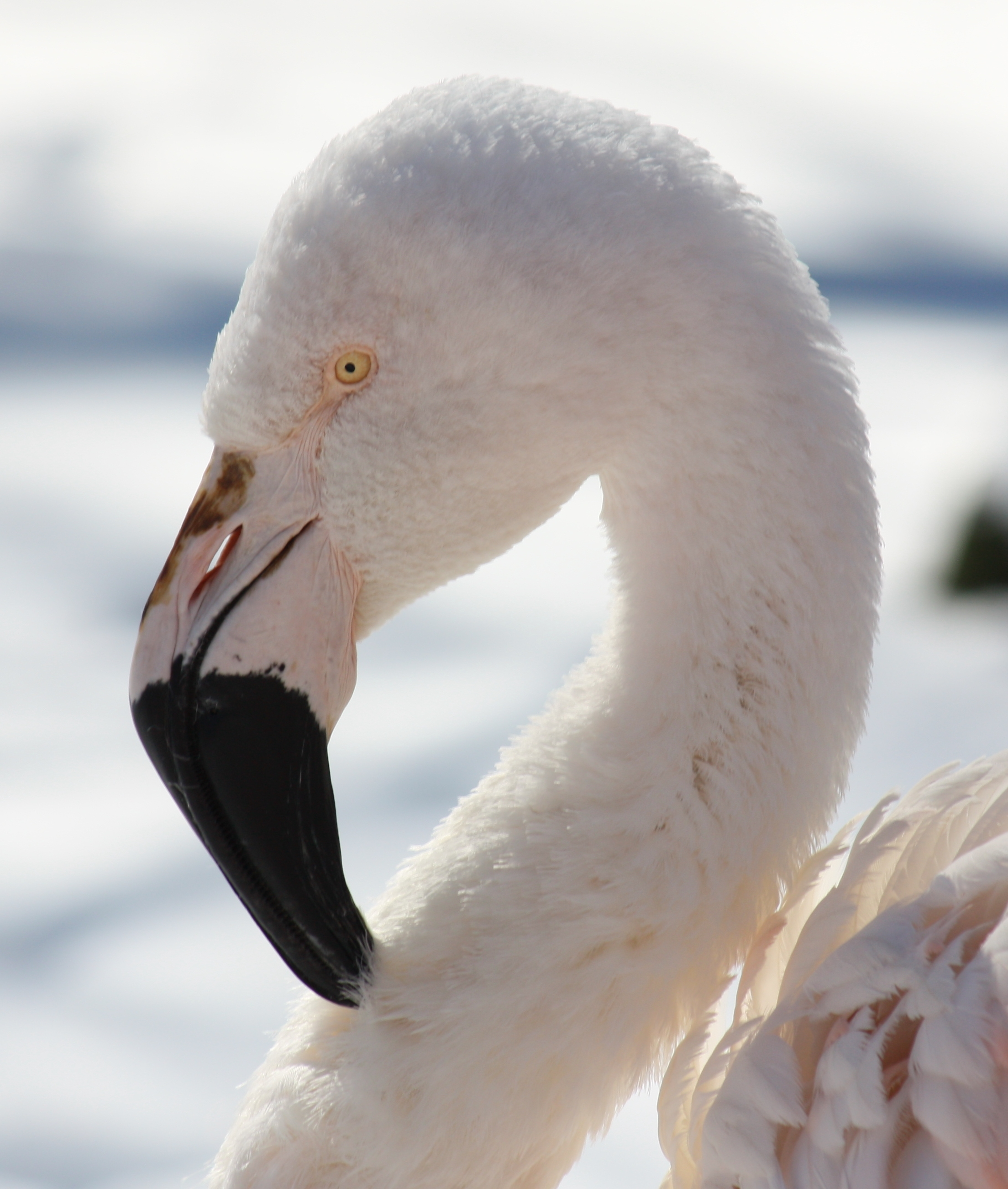